# Ратко
Ратко је мушко име словенског порекла. То је деминутивни облик имена Ратибор и Ратимир.

## Значајни људи
- Ратко Варда (рођен 1979), српски професионални кошаркаш
- Ратко Вујовић (1916–1977), црногорски политички активиста и војник
- Ратко Достанић (рођен 1959), српски фудбалски тренер
- Ратко Јанев (1939–2019), физичар
- Ратко Кацијан (1917–1949), хрватски фудбалер
- Ратко Младић (рођен 1942),  српски је генерал, командант Главног штаба Војске Републике Српске (1992—1995)
- Ратко Николић (рођен 1977), српски рукометаш
- Ратко Нинковић (рођен 1967), српски фудбалски менаџер и бивши играч.
- Ратко Радовановић (рођен 1956), кошаркаш
- Ратко Рудић (рођен 1948), хрватски ватерполо тренер
- Ратко Свилар (рођен 1950), бивши српски фудбалски голман
- Ратко Чолић (1918–1999), српски фудбалер